# Ellhöft
Ellhöft (danès Ellehoved) és un municipi del districte de Nordfriesland, dins l'Amt Südtondern, a l'estat alemany de Slesvig-Holstein a la frontera amb Dinamarca. El 31 de desembre del 2023 tenia 113 habitants.